# Aulhausen
Aulhausen est un quartier de Rüdesheim am Rhein, situé dans l'arrondissement de Rheingau-Taunus, dans le district de Darmstadt et un village vinicole et une station climatique avec environ 1 200 habitants.

## Géographie
Aulhausen est situé dans la vallée du Eichbach au-dessus d'Assmannshausen à environ 2 km du Rhin. Il est séparé de Rüdesheim par le Niederwald.

## Histoire
Aulhausen commençait comme un endroit de défrichement dans la Kammerforst archiépiscopal. La première mention dans un document date de 1108, une donation de l'archevêque Ruthard de Mayence nommé Husun (Hausung = habitat). À partir de 1210 le nom Ulenhausen est indiqué. La syllabe Ulen (lat: olla = pot) mentionne que la poterie y est importante. On y fabriquait surtout des cruches et des sébiles.
À partir de 1189 le Kloster Marienhausen (Monastère Marienhausen) des Cisterciennes est connu avec la citation cella sororum Clarevallensis ordinis in loco, qui Hvsen dicitur.

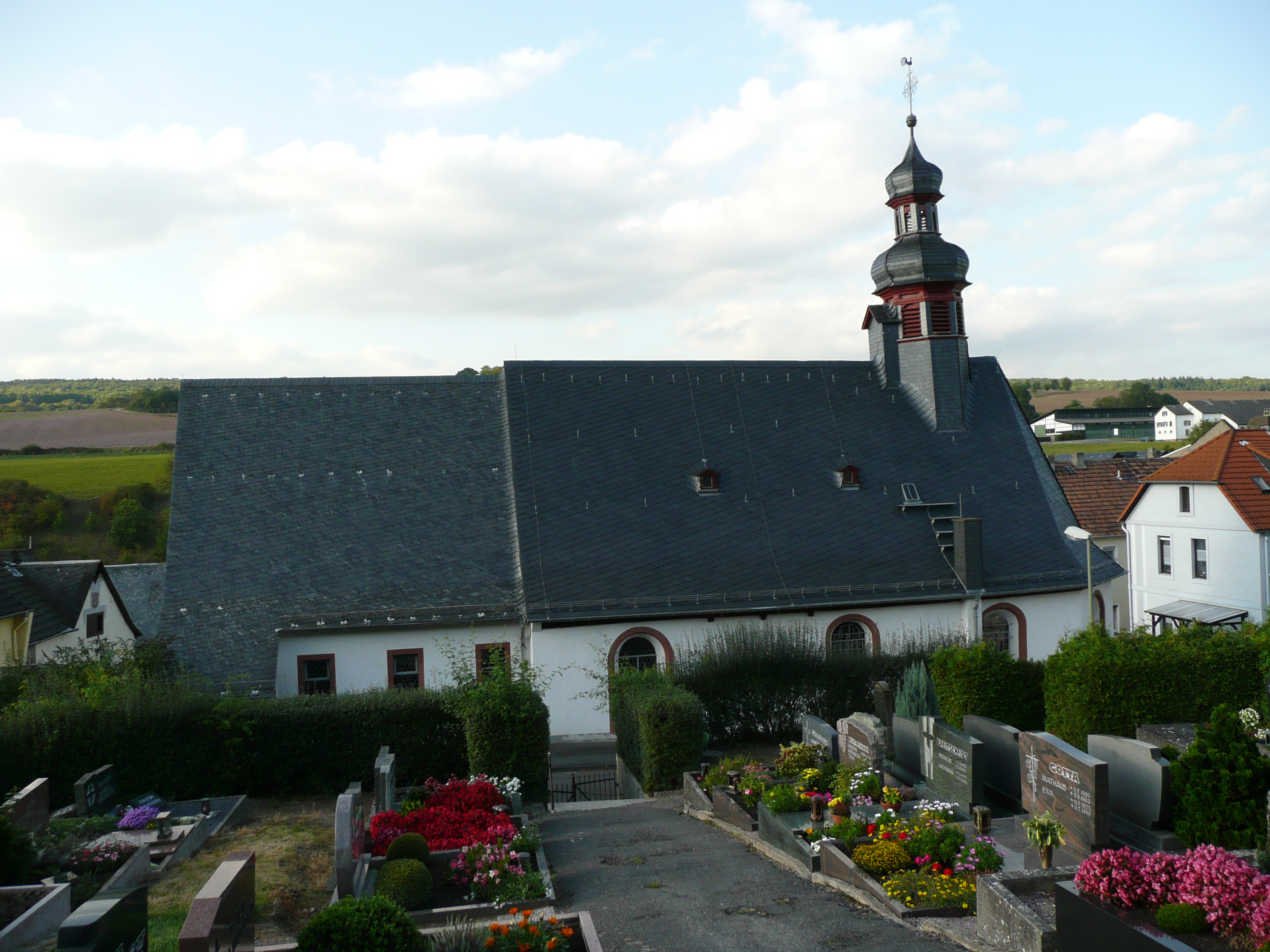
Cimetière et église à Aulenhausen.

Les habitants d'Aulenhausen sont pour la plupart des catholiques. L'Église paroissiale St. Petronilla appartient à la paroisse d'Aulhausen.
Au 1er octobre 1970, la commune d'Aulhausen fusionnait avec Aßmannshausen (devenant officiellement Assmannshausen au 16 décembre 1970). Au 1er janvier 1977 cette commune devenait quartier de Rüdesheim am Rhein . Aulhausen et Assmanshausen formaient deux quartiers. Aulhausen fêtait en 2008 ses 900 ans d'existence.

## Trafic et infrastructure
Aulhausen est accessible par la Landesstraße L 3034 en traversant Assmannshausen. En partant de Rüdesheim on traverse d'abord le Niederwald en passant par le Niederwalddenkmal et le Jagdschloss.
L'agriculture et le viticulture étaient typique pour la commune de la fin du XIXe siècle jusqu'au milieu du XXe siècle. Aujourd'hui le plus grand employeur est la Stift de St. Vincent. Cette institution soigne surtout des enfants handicapés et personnes âgées dépendantes.